# UCI ProTour de 2009
O UCI ProTour de 2009 foi a quinta edição do sistema UCI ProTour, no qual as equipas UCI ProTeam (primeira categoria) tiveram garantida e obrigada a participação em todas as carreiras com dita denominação de UCI ProTour.
Nesta edição apesar de que as carreiras organizadas pelas Grandes Voltas continuavam sem estar no ProTour se entraram num calendário global da UCI chamado UCI World Calendar, com a denominação de Carreiras Históricas sendo nesse caso a participação não obrigatória e dada mediante convite ainda que com preferência para as equipas ProTour. Devido a esta união desapareceu a classificação ProTour surgindo a classificação UCI World Ranking. Com o que a partir desta edição o ProTour se converteu em "simplesmente" uma forma de definir às equipas de primeira categoria (equipas ProTeam) com as carreiras de máximo nível associadadas à UCI (carreiras ProTour).

## Equipas (18)
Estas equipas tiveram garantida e obrigada a sua participação nas 14 carreiras UCI ProTour e opcional, por convite ainda que com preferência, no resto das 10 carreiras UCI World Calendar.
| Código UCI | Equipa                      | Nº de carreiras do UCI World Calendar nas que têm participado |
| ---------- | --------------------------- | ------------------------------------------------------------- |
| ALM        | Ag2r-La Mondiale            | 24 (todas)                                                    |
| AST        | Astana                      | 24 (todas)                                                    |
| BBO        | Bbox Bouygues Telecom       | 24 (todas)                                                    |
| GCE        | Caisse d'Epargne            | 24 (todas)                                                    |
| COF        | Cofidis, le Crédit en Ligne | 23                                                            |
| EUS        | Euskaltel-Euskadi           | 23                                                            |
| FDJ        | Française des Jeux          | 23                                                            |
| FUJ        | Fuji-Servetto               | 19                                                            |
| GRM        | Garmin-Slipstream           | 24 (todas)                                                    |
| LAM        | Lampre-NGC                  | 24 (todas)                                                    |
| LIQ        | Liquigas                    | 24 (todas)                                                    |
| QST        | Quick Step                  | 24 (todas)                                                    |
| RAB        | Rabobank                    | 24 (todas)                                                    |
| SIL        | Silence-Lotto               | 24 (todas)                                                    |
| THR        | Team Columbia-HTC           | 24 (todas)                                                    |
| KAT        | Team Katusha                | 23                                                            |
| MRM        | Team Milram                 | 24 (todas)                                                    |
| SAX        | Team Saxo Bank              | 24 (todas)                                                    |

Ademais, como vem sendo habitual, também participaram combinados nacionais (com corredores de equipas dos Circuitos Continentais da UCI) nas carreiras UCI ProTour de países com pouca tradição ciclista que foram o Tour Down Under (selecção chamada UniSA-Australia) e a Volta à Polónia (selecção chamada Team Poland Bank BGŻ), que só tiveram uma permissão especial para correr nessas carreiras mais especificamente. Essas participações produziram-se sem que os corredores de ditas selecções pudessem aspirar a obter pontuação (nem obviamente essa selecção nem a equipa oficial do corredor). Essas carreiras com essas selecções foram as únicas excepções nas que se permitiu correr a corredores sem passaporte biológico já que algum dos seleccionados não estavam em equipas aderidas a dito passaporte.

## Carreiras (14)
Para a.C.rreiras Históricas, veja-se Carreiras Históricas 2009
| Data                  | Carreira                     | Vencedor             | Equipa do vencedor |
| --------------------- | ---------------------------- | -------------------- | ------------------ |
| 20-25 de janeiro      | Tour Down Under              | Allan Davis          | Quick Step         |
| 5 de abril            | Volta à Flandres             | Stijn Devolder       | Quick Step         |
| 6-11 de abril         | Volta ao País Basco          | Alberto Contador     | Astana             |
| 8 de abril            | Gante-Wevelgem               | Edvald Boasson Hagen | Columbia           |
| 19 de abril           | Amstel Gold Race             | Serguéi Ivanov       | Katusha            |
| 28 de abril-2 de maio | Volta à Romandia             | Roman Kreuziger      | Liquigas           |
| 18-24 de maio         | Volta à Catalunha            | Alejandro Valverde   | Caisse d'Epargne   |
| 7-14 de junho         | Critérium du Dauphiné Libéré | Alejandro Valverde   | Caisse d'Epargne   |
| 13-21 de junho        | Volta à Suíça                | Fabian Cancellara    | Saxo Bank          |
| 1 de agosto           | Clássica de São Sebastião    | Carlos Barredo       | Quick Step         |
| 2-8 de agosto         | Volta à Polónia              | Alessandro Ballan    | Lampre             |
| 16 de agosto          | Vattenfall Cyclassics        | Tyler Farrar         | Garmin Slipstream  |
| 19-26 de agosto       | Eneco Tour                   | Edvald Boasson Hagen | Columbia-HTC       |
| 23 de agosto          | G. P. Plouay                 | Simon Gerrans        | Cervélo            |

### Polémico précalendário
Ver também: Disputa entre a UCI e os organizadores das Grandes Voltas
Das carreiras que estavam no précalendário mas finalmente não se incluíram no calendário definitivo destaca a da Volta à Alemanha que não se disputou, devido aos numerosos casos de dopagem no ciclismo, segundo informou a organização, a 17 de outubro de 2008 num comunicado oficial (que devia se disputar em setembro). Assim mesmo, teve carreiras inovadoras que estiveram nesse précalendário mas que finalmente também não se incluíram no calendário ProTour, foram: Prova na África do Sul (do 9 ao 6 de março), Prova na Rússia (do 11 ao 17 de maio), Prova na China (do 26 ao 31 de maio), Campeonato do Mundo de Ciclismo em Estrada (que nesse précalendário pontuava e devia se disputar em agosto) e Prova Final (que estava como incógnita).
Esta tentativa de introdução de provas "exóticas" sem história nem tradição foi vista por muitos como uma tentativa de torpedear as carreiras organizadas pelas Grandes Voltas, que se somou à dúvida das equipas da conveniência de ter licença ProTour se não tinham assegurada a sua presença em muitas grandes carreiras ao mesmo tempo que tinham que fazer grandes viagens para disputar carreiras com pouco interesse comercial para seus interesses. Depois de muitas dúvidas e reuniões e a pouco de se iniciar a temporada (em janeiro de 2009) finalmente se chegou a um acordo e a UCI retirou essas provas inovadoras e as Grandes Voltas acederam a criar um ranking e calendário comum.
Por isso se acrescentaram provas tradicionais e com história que já estavam no calendário passado do ProTour como o Eneco Tour do Benelux e a Vattenfall Cyclassics (que no précalendário estavam como incógnitas); e sobretudo com a inclusão da Amstel Gold Race, a Dauphiné Libéré e o Grande Prêmio de Plouay. Enquanto, as carreiras organizadas pelos organizadores das Grandes Voltas também entraram no calendário de máxima categoria da UCI mas dentro do grupo denominado Carreiras Históricas.

## Classificações
Veja-se: Classificações do UCI World Ranking de 2009